# Fleur d'Eau

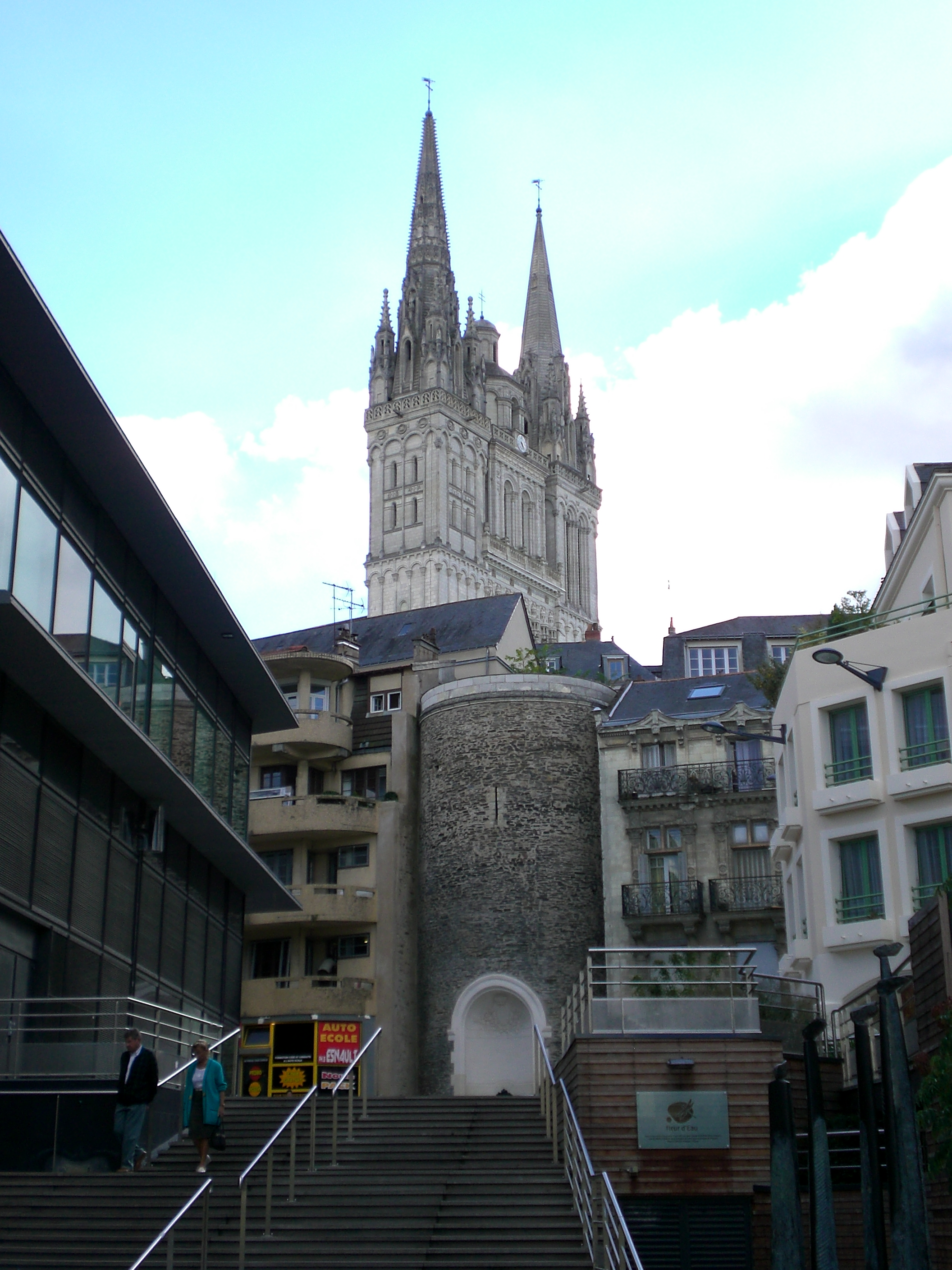
Vue partielle de l'entrée ouest de Fleur d'Eau (à gauche).

Fleur d'Eau est un centre commercial situé dans le centre-ville d'Angers, dans le département de Maine-et-Loire.

## Historique
Le centre commercial Fleur d'Eau a succédé à un autre centre commercial Les Halles. Inaugurées en 1984, Les Halles  suscitent l'engouement. Mais, après une décennie prospère, le centre commercial s'essouffle. Plusieurs aménagements sont réalisés, sans succès. 
Les fermetures se succèdent et le public se détourne des Halles. La faute au concept du centre commercial qui propose un mélange alimentaire/non alimentaire (un rez-de-chaussée avec des commerces alimentaires et un étage ayant une vocation aux activités de loisirs avec des enseignes comme France Loisirs ou Forum). L'architecture du site est aussi mise en cause : le centre est semi enterré et manque de visibilité et de clarté.
Le centre est devenu un no man's land. Le 26 octobre 2000, le président de la Chambre de Commerce et d'industrie d'Angers laisse entendre que ce dossier des plus « ardu et compliqué » pourrait trouver une issue des plus radicales. Après avoir un temps envisagé l'implantation d'un supermarché à l'emplacement des commerces vacants, décision est prise de restructurer entièrement les Halles. Tous les promoteurs consultés, s'ils louent l'emplacement (à quelques mètres de la cathédrale) et le stationnement du site (parking sous les Halles), préconisent la destruction car le lieu ne répond plus aux besoins actuels.
Le 14 août 2003, le centre commercial des Halles ferme définitivement ses portes, après un quatrième avis défavorable de la commission départementale de sécurité. Les 42 propriétaires des Halles ont revendu leurs murs à Apsys, non sans difficultés eu égard au prix de rachat. Entre-temps deux hôtes du futur centre se sont fait connaître : Monoprix, avec son concept citymarché, et Planète Saturn, un spécialiste de l'équipement de la maison et des loisirs.
La démolition des Halles commence en mars 2004. Il ne faut alors qu'un an pour que le nouveau centre commercial sorte de terre. Le 1er avril, le nom est dévoilé: Fleur d'Eau. Cette appellation en déroute plus d'un, mais selon ses concepteurs il associe les berges de la Maine, toutes proches, à l'idée de beauté de la nature et de développement durable. Les autres enseignes sont elles aussi connues: les deux autres moyennes surfaces qui accompagnent Monoprix et Planète Saturn sont H&M et GO Sport. Quatre enseignes inédites à Angers dans le but de faire revenir les clients dans le centre-ville, notamment les jeunes, et de redynamiser ce secteur. Le centre commercial Fleur d'Eau est inauguré le 3 mai 2005,  par Jean-Claude Antonini, le maire et Maurice Bansay, le PDG d'Apsys. Il comprend un restaurant, quatre moyennes surfaces et six boutiques. L'ensemble couvre au total 13 600m2 contre 4 200 auparavant. 
Le lendemain, le centre ouvre ses portes au public, H&M ouvert dès le 13 avril. Les Angevins viennent en masse durant plusieurs jours. Chez Planète Saturn, on fait entrer les clients au compte goutte. Le promoteur table sur 5 millions de visiteurs par an.

## Le bâtiment
Confié au cabinet parisien AU4G (ayant déjà réalisé les centres commerciaux Grand Maine et Espace Anjou d'Angers), le centre commercial est imaginé par Daniel Richard. Lors de la conception, l'architecte a prioritairement pensé à ouvrir les commerces sur l'extérieur. Il n'existe donc plus de couloirs internes desservant les boutiques. L'utilisation maximale du verre offre d'importants jeux de reflets et de transparence. Pierre Bideau, l'éclairagiste de la Tour Eiffel, est intervenu pour mettre en lumière le bâtiment et ses vitrines.
Les architectes ont également réussi à intégrer le centre commercial dans son environnement. Ils sont parvenus à ne rogner aucune des perspectives sur la cathédrale tout en triplant la surface commerciale.

## Enseignes
Le centre commercial Fleur d'Eau accueille actuellement sept enseignes :
- deux moyennes surfaces : Monoprix, H&M ;
- deux restaurants : Holly's Diner et Les Sentiers du Dakar ;
- Un coiffeur : Airaud coiffure ;
- Une boutique : Docteur IT ;
- Un café : Starbuck's Coffea ;
- Une salle de fitness : Fitness Park.

GO Sport, ouvert en 2005, constituait l'une des principales enseignes du centre commercial. Elle a fermé en juillet 2007, faute d'avoir atteint le chiffre d'affaires attendu. La surface commerciale (1 200 m2 sur deux étages) est désormais occupée par Esprit (au rez-de-chaussée) et par l'ancienne boutique Boulanger (étage).
Hippopotamus a remplacé Le Comptoir de Maître Kanter en décembre 2007.
La Redoute a fermé ses portes le 25 février 2011, comme l'ensemble des « rendez-vous shopping » de l'enseigne. Il a été remplacé à l'automne 2011 par l'enseigne de prêt-à-porter Jack & Jones.
En juin 2011, l'enseigne Nicolas a quitté le centre commercial pour s'installer juste en face, dans la rue Plantagenêt.
En février 2013, fermeture de la boutique Atol opticiens.
En mars 2013, fermeture du magasin Boulanger (ex saturn) à la suite du rachat de Saturn par le groupe HTM-Boulanger en 2011. L'enseigne se déplace à l'Atoll.
Une boutique Jack and Jones a également existé mais a cédé sa place à la chaîne de café Starbucks en 2018. 
Hippopotamus est à son tour remplacé par Holly's Diner en 2018.

## Récompenses
Fleur d'Eau a été distingué par trois prix prestigieux :
- le prix Restore délivré par l'ICSC (International Council of Shopping Center) pour récompenser un partenariat exemplaire entre secteurs public et privé;
- le prix de la meilleure création de centre commercial en 2005, délivré par le CNCC (Centre National Centres Commerciaux);
- Le Merit Awards des 30th International Design & Development Awards de l'ICSC monde qui récompense l'originalité et la qualité de design du centre commercial.

## Accès
- Parking République : 430 places (parking souterrain payant) ; à une centaine de mètres, le Parking du Ralliement (420 places souterraines - payant).
- Bus : 7 arrêt République.
- Tramway : station Ralliement, Ligne C.
- Berges de Maine : sortie Centre-ville